# Râul Panjnad

Râul Panjnad situat în bazinul fluviului Indus

Râul Panjnad (în punjabă ਪੰਜਨਦ, în urdu پنجند) (panj = cinci, nadi = râu) este un râu, situat la capătul extrem al districtului Bahawalpur în provincia Punjab din Pakistan. Râul Panjnad este format prin confluența succesivǎ ale „celor cinci râuri din Punjab”, și anume Jhelum, Chenab, Ravi, Beas și Sutlej.